# Interlands Noors voetbalelftal 2000-2009
Deze pagina toont een chronologisch en gedetailleerd overzicht van de interlands die het Noors voetbalelftal speelde in de periode 2000 – 2009.

## Interlands

### 2000
|                                                       |         |       |           |                                                                                           |
| 31 januari Vriendschappelijk № 629 «onderlinge duels» | IJsland | 0 – 0 | Noorwegen | La Manga Club Centro, La Manga Toeschouwers: 250 Scheidsrechter: Nicolai Vollquartz (DEN) |
| 31 januari Vriendschappelijk № 629 «onderlinge duels» |         |       |           | La Manga Club Centro, La Manga Toeschouwers: 250 Scheidsrechter: Nicolai Vollquartz (DEN) |

|                                                       |                                    |       |                                                                       |                                                                                          |
| 2 februari Vriendschappelijk № 630 «onderlinge duels» | Denemarken                         | 2 – 4 | Noorwegen                                                             | La Manga Club Centro, La Manga Toeschouwers: 750 Scheidsrechter: Karl-Erik Nilsson (SWE) |
| 2 februari Vriendschappelijk № 630 «onderlinge duels» | Peter Lassen 1' Søren Andersen 89' |       | 50' Henning Berg 54' Andreas Lund 90' Henning Berg 90+2' Andreas Lund | La Manga Club Centro, La Manga Toeschouwers: 750 Scheidsrechter: Karl-Erik Nilsson (SWE) |

|                                                       |                |       |                             |                                                                                      |
| 4 februari Vriendschappelijk № 631 «onderlinge duels» | Noorwegen      | 1 – 1 | Zweden                      | La Manga Club Centro, La Manga Toeschouwers: 600 Scheidsrechter: Mikko Vuorela (FIN) |
| 4 februari Vriendschappelijk № 631 «onderlinge duels» | John Carew 83' |       | 87' (pen.) Anders Andersson | La Manga Club Centro, La Manga Toeschouwers: 600 Scheidsrechter: Mikko Vuorela (FIN) |

|                                                        |         |                                     |           |                                                                                             |
| 23 februari Vriendschappelijk № 632 «onderlinge duels» | Turkije | 0 – 2                               | Noorwegen | Ali Sami Yenstadion, Istanboel Toeschouwers: 7.000 Scheidsrechter: Giorgos Kasnaferis (GRE) |
| 23 februari Vriendschappelijk № 632 «onderlinge duels» |         | 38' John Arne Riise 73' Roar Strand |           | Ali Sami Yenstadion, Istanboel Toeschouwers: 7.000 Scheidsrechter: Giorgos Kasnaferis (GRE) |

|                                                     |                                             |       |                                                 |                                                                                                   |
| 29 maart Vriendschappelijk № 633 «onderlinge duels» | Zwitserland                                 | 2 – 2 | Noorwegen                                       | Stadio Comunale di Cornaredo, Lugano Toeschouwers: 5.800 Scheidsrechter: Pasquale Rodomonti (ITA) |
| 29 maart Vriendschappelijk № 633 «onderlinge duels» | Stéphane Chapuisat 56' Mario Cantaluppi 74' |       | 32' Ståle Solbakken 73' (pen.) Bent Skammelsrud | Stadio Comunale di Cornaredo, Lugano Toeschouwers: 5.800 Scheidsrechter: Pasquale Rodomonti (ITA) |

|                                                     |           |                                     |        |                                                                                |
| 26 april Vriendschappelijk № 634 «onderlinge duels» | Noorwegen | 0 – 2                               | België | Ullevaal Stadion, Oslo Toeschouwers: 11.927 Scheidsrechter: Mike McCurry (SCO) |
| 26 april Vriendschappelijk № 634 «onderlinge duels» |           | 55' Gert Verheyen 90' Gert Verheyen |        | Ullevaal Stadion, Oslo Toeschouwers: 11.927 Scheidsrechter: Mike McCurry (SCO) |

|                                                   |                                                    |       |           |                                                                                  |
| 27 mei Vriendschappelijk № 635 «onderlinge duels» | Noorwegen                                          | 2 – 0 | Slowakije | Ullevaal Stadion, Oslo Toeschouwers: 16.350 Scheidsrechter: Sten Johansson (SWE) |
| 27 mei Vriendschappelijk № 635 «onderlinge duels» | Ole Gunnar Solskjær 21' (pen.) Steffen Iversen 85' |       |           | Ullevaal Stadion, Oslo Toeschouwers: 16.350 Scheidsrechter: Sten Johansson (SWE) |

|                                                   |                |       |        |                                                                                 |
| 3 juni Vriendschappelijk № 635 «onderlinge duels» | Noorwegen      | 1 – 0 | Italië | Ullevaal Stadion, Oslo Toeschouwers: 25.248 Scheidsrechter: Graham Barber (ENG) |
| 3 juni Vriendschappelijk № 635 «onderlinge duels» | John Carew 52' |       |        | Ullevaal Stadion, Oslo Toeschouwers: 25.248 Scheidsrechter: Graham Barber (ENG) |

| EK voetbal 2000 |
| --------------- |

|                                                              |                     |       |        |                                                                                 |
| 13 juni Euro 2000 Groep C № 637 «onderlinge duels» 20:45 uur | Noorwegen           | 1 – 0 | Spanje | De Kuip, Rotterdam Toeschouwers: 45.000 Scheidsrechter: Gamal El Ghandour (EGY) |
| 13 juni Euro 2000 Groep C № 637 «onderlinge duels» 20:45 uur | Steffen Iversen 65' |       |        | De Kuip, Rotterdam Toeschouwers: 45.000 Scheidsrechter: Gamal El Ghandour (EGY) |

|                                                              |           |                   |             |                                                                                |
| 18 juni Euro 2000 Groep C № 638 «onderlinge duels» 20:45 uur | Noorwegen | 0 – 1             | Joegoslavië | Stade de Sclessin, Luik Toeschouwers: 24.000 Scheidsrechter: Hugh Dallas (SCO) |
| 18 juni Euro 2000 Groep C № 638 «onderlinge duels» 20:45 uur |           | 7' Savo Milošević |             | Stade de Sclessin, Luik Toeschouwers: 24.000 Scheidsrechter: Hugh Dallas (SCO) |

|                                                              |           |       |          |                                                                          |
| 21 juni Euro 2000 Groep C № 639 «onderlinge duels» 18:00 uur | Noorwegen | 0 – 0 | Slovenië | Gelredome, Arnhem Toeschouwers: 22.000 Scheidsrechter: Graham Poll (ENG) |
| 21 juni Euro 2000 Groep C № 639 «onderlinge duels» 18:00 uur |           |       |          | Gelredome, Arnhem Toeschouwers: 22.000 Scheidsrechter: Graham Poll (ENG) |

|  |  |  |  |  |  |  |  |  |

|                                                        |                                                            |       |                       |                                                                                        |
| 16 augustus Vriendschappelijk № 640 «onderlinge duels» | Finland                                                    | 3 – 1 | Noorwegen             | Olympiastadion, Helsinki Toeschouwers: 10.748 Scheidsrechter: Mario van der Ende (NED) |
| 16 augustus Vriendschappelijk № 640 «onderlinge duels» | Jari Litmanen 24' Jari Litmanen 61' Shefki Kuqi 90' (pen.) |       | 54' Thorstein Helstad | Olympiastadion, Helsinki Toeschouwers: 10.748 Scheidsrechter: Mario van der Ende (NED) |

|                                                                |           |       |         |                                                                                 |
| 2 september WK-kwalificatie № 641 «onderlinge duels» 16:00 uur | Noorwegen | 0 – 0 | Armenië | Ullevaal Stadion, Oslo Toeschouwers: 19.201 Scheidsrechter: William Young (SCO) |
| 2 september WK-kwalificatie № 641 «onderlinge duels» 16:00 uur |           |       |         | Ullevaal Stadion, Oslo Toeschouwers: 19.201 Scheidsrechter: William Young (SCO) |

|                                                    |                  |       |                       |                                                                                        |
| 7 oktober WK-kwalificatie № 642 «onderlinge duels» | Wales            | 1 – 1 | Noorwegen             | Millennium Stadium, Cardiff Toeschouwers: 51.100 Scheidsrechter: Hartmut Strampe (GER) |
| 7 oktober WK-kwalificatie № 642 «onderlinge duels» | Nathan Blake 60' |       | 80' Thorstein Helstad | Millennium Stadium, Cardiff Toeschouwers: 51.100 Scheidsrechter: Hartmut Strampe (GER) |

|                                                               |           |                        |          |                                                                             |
| 11 oktober WK-kwalificatie № 643 «onderlinge duels» 19:00 uur | Noorwegen | 0 – 1                  | Oekraïne | Ullevaal Stadion, Oslo Toeschouwers: 23.612 Scheidsrechter: Urs Meier (SUI) |
| 11 oktober WK-kwalificatie № 643 «onderlinge duels» 19:00 uur |           | 50' Andrij Sjevtsjenko |          | Ullevaal Stadion, Oslo Toeschouwers: 23.612 Scheidsrechter: Urs Meier (SUI) |

### 2001
|                                                       |                                                           |       |                                        |                                                                                     |
| 24 januari Vriendschappelijk № 644 «onderlinge duels» | Noorwegen                                                 | 3 – 2 | Zuid-Korea                             | Hong Kong Stadium, Hongkong Toeschouwers: 22.936 Scheidsrechter: Anders Frisk (SWE) |
| 24 januari Vriendschappelijk № 644 «onderlinge duels» | Frode Johnsen 36' Thorstein Helstad 43' Frode Johnsen 69' |       | 25' (pen.) Ko Jong-soo 68' Kim Do-Hoon | Hong Kong Stadium, Hongkong Toeschouwers: 22.936 Scheidsrechter: Anders Frisk (SWE) |

|                                                        |               |                                                                               |           |                                                                             |
| 28 februari Vriendschappelijk № 645 «onderlinge duels» | Noord-Ierland | 0 – 4                                                                         | Noorwegen | Windsor Park, Belfast Toeschouwers: 7.502 Scheidsrechter: Kenny Clark (SCO) |
| 28 februari Vriendschappelijk № 645 «onderlinge duels» |               | 20' Thorstein Helstad 30' John Carew 37' Ståle Stensaas 49' Thorstein Helstad |           | Windsor Park, Belfast Toeschouwers: 7.502 Scheidsrechter: Kenny Clark (SCO) |

|                                                             |                                        |       |                                                                  |                                                                                 |
| 24 maart WK-kwalificatie № 646 «onderlinge duels» 16:00 uur | Noorwegen                              | 2 – 3 | Polen                                                            | Ullevaal Stadion, Oslo Toeschouwers: 15.077 Scheidsrechter: Stuart Dougal (SCO) |
| 24 maart WK-kwalificatie № 646 «onderlinge duels» 16:00 uur | John Carew 58' Ole Gunnar Solskjær 66' |       | 23' Emmanuel Olisadebe 29' Emmanuel Olisadebe 80' Bartosz Karwan | Ullevaal Stadion, Oslo Toeschouwers: 15.077 Scheidsrechter: Stuart Dougal (SCO) |

|                                                   |                                               |       |                         |                                                                               |
| 28 maart WK-kwalificatie № 647 «onderlinge duels» | Wit-Rusland                                   | 2 – 1 | Noorwegen               | Dinamostadion, Minsk Toeschouwers: 39.000 Scheidsrechter: Kyros Vasaras (GRE) |
| 28 maart WK-kwalificatie № 647 «onderlinge duels» | Alyaksandr Khatskevich 19' Raman Vasilyuk 90' |       | 68' Ole Gunnar Solskjær | Dinamostadion, Minsk Toeschouwers: 39.000 Scheidsrechter: Kyros Vasaras (GRE) |

|                                                     |                                               |       |                    |                                                                                |
| 25 april Vriendschappelijk № 648 «onderlinge duels» | Noorwegen                                     | 2 – 1 | Bulgarije          | Ullevaal Stadion, Oslo Toeschouwers: 6.211 Scheidsrechter: Jozef Kačenga (SVK) |
| 25 april Vriendschappelijk № 648 «onderlinge duels» | Øyvind Leonhardsen 75' Øyvind Leonhardsen 76' |       | 1' Mariyan Hristov | Ullevaal Stadion, Oslo Toeschouwers: 6.211 Scheidsrechter: Jozef Kačenga (SVK) |

|                                                 |          |       |           |                                                                              |
| 2 juni WK-kwalificatie № 649 «onderlinge duels» | Oekraïne | 0 – 0 | Noorwegen | NSK Olimpiejsky, Kiev Toeschouwers: 42.000 Scheidsrechter: Goran Marić (CRO) |
| 2 juni WK-kwalificatie № 649 «onderlinge duels» |          |       |           | NSK Olimpiejsky, Kiev Toeschouwers: 42.000 Scheidsrechter: Goran Marić (CRO) |

|                                                 |                |       |                           |                                                                                    |
| 6 juni WK-kwalificatie № 650 «onderlinge duels» | Noorwegen      | 1 – 1 | Wit-Rusland               | Ullevaal Stadion, Oslo Toeschouwers: 17.164 Scheidsrechter: Miroslav Radoman (YUG) |
| 6 juni WK-kwalificatie № 650 «onderlinge duels» | John Carew 81' |       | 24' Valyantsin Byalkevich | Ullevaal Stadion, Oslo Toeschouwers: 17.164 Scheidsrechter: Miroslav Radoman (YUG) |

|                                                        |                                |       |                 |                                                                                 |
| 15 augustus Vriendschappelijk № 651 «onderlinge duels» | Noorwegen                      | 1 – 1 | Turkije         | Ullevaal Stadion, Oslo Toeschouwers: 11.456 Scheidsrechter: Mikko Vuorela (FIN) |
| 15 augustus Vriendschappelijk № 651 «onderlinge duels» | Ole Gunnar Solskjær 74' (pen.) |       | 78' Hakan Şükür | Ullevaal Stadion, Oslo Toeschouwers: 11.456 Scheidsrechter: Mikko Vuorela (FIN) |

|                                                                |                                                                   |       |           |                                                                                  |
| 1 september WK-kwalificatie № 652 «onderlinge duels» 17:45 uur | Polen                                                             | 3 – 0 | Noorwegen | Stadion Śląski, Chorzów Toeschouwers: 40.000 Scheidsrechter: Miroslav Liba (CZE) |
| 1 september WK-kwalificatie № 652 «onderlinge duels» 17:45 uur | Paweł Kryszalowicz 45' Emmanuel Olisadebe 77' Marcin Żewłakow 87' |       |           | Stadion Śląski, Chorzów Toeschouwers: 40.000 Scheidsrechter: Miroslav Liba (CZE) |

|                                                      |                                                    |       |                                     |                                                                                  |
| 5 september WK-kwalificatie № 653 «onderlinge duels» | Noorwegen                                          | 3 – 2 | Wales                               | Ullevaal Stadion, Oslo Toeschouwers: 18.211 Scheidsrechter: Fritz Stuchlik (AUT) |
| 5 september WK-kwalificatie № 653 «onderlinge duels» | Ronny Johnsen 17' John Carew 64' Frode Johnsen 82' |       | 10' Robbie Savage 28' Craig Bellamy | Ullevaal Stadion, Oslo Toeschouwers: 18.211 Scheidsrechter: Fritz Stuchlik (AUT) |

|                                                    |                   |       |                                                                     |                                                                                          |
| 6 oktober WK-kwalificatie № 654 «onderlinge duels» | Armenië           | 1 – 4 | Noorwegen                                                           | Republican Stadium, Jerevan Toeschouwers: 9.000 Scheidsrechter: Andreas Schluchter (SUI) |
| 6 oktober WK-kwalificatie № 654 «onderlinge duels» | Hayk Hakobyan 72' |       | 49' Bård Borgersen 70' John Carew 81' Bård Borgersen 90' John Carew | Republican Stadium, Jerevan Toeschouwers: 9.000 Scheidsrechter: Andreas Schluchter (SUI) |

### 2002
|                                                        |                    |       |           | |
| 13 februari Vriendschappelijk № 655 «onderlinge duels» | België             | 1 – 0 | Noorwegen | Koning Boudewijnstadion, Brussel Toeschouwers: 17.000 Scheidsrechter: Joaquim Paulo da Silva (POR) |
| 13 februari Vriendschappelijk № 655 «onderlinge duels» | Stefaan Tanghe 84' |       |           | Koning Boudewijnstadion, Brussel Toeschouwers: 17.000 Scheidsrechter: Joaquim Paulo da Silva (POR) |

|                                                                   |         |       |           |                                                                                          |
| 27 maart Vriendschappelijk № 656 «onderlinge duels» 19:00 (UTC+1) | Tunesië | 0 – 0 | Noorwegen | Stade Olympique El Menzah, Tunis Toeschouwers: 10.000 Scheidsrechter: Jamel N'Baya (LBY) |
| 27 maart Vriendschappelijk № 656 «onderlinge duels» 19:00 (UTC+1) |         |       |           | Stade Olympique El Menzah, Tunis Toeschouwers: 10.000 Scheidsrechter: Jamel N'Baya (LBY) |

|                                                     |           |       |        |                                                                                    |
| 17 april Vriendschappelijk № 657 «onderlinge duels» | Noorwegen | 0 – 0 | Zweden | Ullevaal Stadion, Oslo Toeschouwers: 20.759 Scheidsrechter: Knud Erik Fisker (DEN) |
| 17 april Vriendschappelijk № 657 «onderlinge duels» |           |       |        | Ullevaal Stadion, Oslo Toeschouwers: 20.759 Scheidsrechter: Knud Erik Fisker (DEN) |

|                                                   |                                                               |       |       |                                                                                     |
| 14 mei Vriendschappelijk № 658 «onderlinge duels» | Noorwegen                                                     | 3 – 0 | Japan | Ullevaal Stadion, Oslo Toeschouwers: 8.348 Scheidsrechter: Giorgos Kasnaferis (GRE) |
| 14 mei Vriendschappelijk № 658 «onderlinge duels» | Henning Berg 67' Sigurd Rushfeldt 76' Ole Gunnar Solskjær 84' |       |       | Ullevaal Stadion, Oslo Toeschouwers: 8.348 Scheidsrechter: Giorgos Kasnaferis (GRE) |

|                                                   |                         |       |                    |                                                                               |
| 22 mei Vriendschappelijk № 659 «onderlinge duels» | Noorwegen               | 1 – 1 | IJsland            | Aspmyra Stadion, Bodø Toeschouwers: 8.126 Scheidsrechter: Ceri Richards (WAL) |
| 22 mei Vriendschappelijk № 659 «onderlinge duels» | Ole Gunnar Solskjær 60' |       | 5' Joey Guðjónsson | Aspmyra Stadion, Bodø Toeschouwers: 8.126 Scheidsrechter: Ceri Richards (WAL) |

|                                                        |           |                  |           |                                                                                  |
| 21 augustus Vriendschappelijk № 660 «onderlinge duels» | Noorwegen | 0 – 1            | Nederland | Ullevaal Stadion, Oslo Toeschouwers: 15.356 Scheidsrechter: Fritz Stuchlik (AUT) |
| 21 augustus Vriendschappelijk № 660 «onderlinge duels» |           | 71' Edgar Davids |           | Ullevaal Stadion, Oslo Toeschouwers: 15.356 Scheidsrechter: Fritz Stuchlik (AUT) |

|                                                      |                                      |       |                                             |                                                                               |
| 7 september EK-kwalificatie № 661 «onderlinge duels» | Noorwegen                            | 2 – 2 | Denemarken                                  | Ullevaal Stadion, Oslo Toeschouwers: 25.114 Scheidsrechter: Hugh Dallas (SCO) |
| 7 september EK-kwalificatie № 661 «onderlinge duels» | John Arne Riise 54' John Carew 90+2' |       | 23' Jon Dahl Tomasson 71' Jon Dahl Tomasson | Ullevaal Stadion, Oslo Toeschouwers: 25.114 Scheidsrechter: Hugh Dallas (SCO) |

|                                                     |          |                     |           |                                                                                       |
| 12 oktober EK-kwalificatie № 662 «onderlinge duels» | Roemenië | 0 – 1               | Noorwegen | Ghencea Stadion, Boekarest Toeschouwers: 21.000 Scheidsrechter: Valentin Ivanov (RUS) |
| 12 oktober EK-kwalificatie № 662 «onderlinge duels» |          | 83' Steffen Iversen |           | Ghencea Stadion, Boekarest Toeschouwers: 21.000 Scheidsrechter: Valentin Ivanov (RUS) |

|                                                     |                                        |       |                       |                                                                                |
| 16 oktober EK-kwalificatie № 663 «onderlinge duels» | Noorwegen                              | 2 – 0 | Bosnië en Herzegovina | Ullevaal Stadion, Oslo Toeschouwers: 24.169 Scheidsrechter: Michal Beneš (CZE) |
| 16 oktober EK-kwalificatie № 663 «onderlinge duels» | Claus Lundekvam 7' John Arne Riise 27' |       |                       | Ullevaal Stadion, Oslo Toeschouwers: 24.169 Scheidsrechter: Michal Beneš (CZE) |

|                                                        |            |                  |           |                                                                                          |
| 20 november Vriendschappelijk № 664 «onderlinge duels» | Oostenrijk | 0 – 1            | Noorwegen | Gerhard Hanappi Stadion, Wenen Toeschouwers: 15.800 Scheidsrechter: Attila Ábrahám (HUN) |
| 20 november Vriendschappelijk № 664 «onderlinge duels» |            | 81' Pa-Modou Kah |           | Gerhard Hanappi Stadion, Wenen Toeschouwers: 15.800 Scheidsrechter: Attila Ábrahám (HUN) |

### 2003
|                                                       |                     |       |                       |                                                                                    |
| 26 januari Vriendschappelijk № 665 «onderlinge duels» | VA Emiraten         | 1 – 1 | Noorwegen             | Sharjah Stadion, Sharjah Toeschouwers: 800 Scheidsrechter: Mohamed Al-Saeedi (USA) |
| 26 januari Vriendschappelijk № 665 «onderlinge duels» | Mohammed Sirour 63' |       | 72' Thorstein Helstad | Sharjah Stadion, Sharjah Toeschouwers: 800 Scheidsrechter: Mohamed Al-Saeedi (USA) |

|                                                       |                    |       |                                       |                                                                                          |
| 28 januari Vriendschappelijk № 666 «onderlinge duels» | Oman               | 1 – 2 | Noorwegen                             | Royal Oman Police Stadion, Muscat Toeschouwers: 500 Scheidsrechter: Hassan Al-Ajmi (OMA) |
| 28 januari Vriendschappelijk № 666 «onderlinge duels» | Yousuf Shaaban 50' |       | 63' Azar Karadas 82' Sigurd Rushfeldt | Royal Oman Police Stadion, Muscat Toeschouwers: 500 Scheidsrechter: Hassan Al-Ajmi (OMA) |

|                                                        |                       |       |           | |
| 12 februari Vriendschappelijk № 667 «onderlinge duels» | Griekenland           | 1 – 0 | Noorwegen | Theodoros Vardinogiannis Stadion, Heraklion Toeschouwers: 2.500 Scheidsrechter: Paulo Manuel Gomes Costa (POR) |
| 12 februari Vriendschappelijk № 667 «onderlinge duels» | Sotiris Kyrgiakos 26' |       |           | Theodoros Vardinogiannis Stadion, Heraklion Toeschouwers: 2.500 Scheidsrechter: Paulo Manuel Gomes Costa (POR) |

|                                                            |           |                                              |           |                                                                                       |
| 2 april EK-kwalificatie № 668 «onderlinge duels» 19:00 uur | Luxemburg | 0 – 2                                        | Noorwegen | Stade Josy Barthel, Luxemburg Toeschouwers: 3.000 Scheidsrechter: Ivan Dobrinov (BUL) |
| 2 april EK-kwalificatie № 668 «onderlinge duels» 19:00 uur |           | 60' Sigurd Rushfeldt 74' Ole Gunnar Solskjær |           | Stade Josy Barthel, Luxemburg Toeschouwers: 3.000 Scheidsrechter: Ivan Dobrinov (BUL) |

|                                                     |                 |       |           |                                                                                |
| 30 april Vriendschappelijk № 669 «onderlinge duels» | Ierland         | 1 – 0 | Noorwegen | Lansdowne Road, Dublin Toeschouwers: 32.643 Scheidsrechter: Mike McCurry (SCO) |
| 30 april Vriendschappelijk № 669 «onderlinge duels» | Damien Duff 17' |       |           | Lansdowne Road, Dublin Toeschouwers: 32.643 Scheidsrechter: Mike McCurry (SCO) |

|                                                             |                                           |       |         |                                                                               |
| 22 mei Vriendschappelijk № 670 «onderlinge duels» 19:00 uur | Noorwegen                                 | 2 – 0 | Finland | Ullevaal Stadion, Oslo Toeschouwers: 13.436 Scheidsrechter: Kenny Clark (SCO) |
| 22 mei Vriendschappelijk № 670 «onderlinge duels» 19:00 uur | Øyvind Leonhardsen 22' Tore André Flo 80' |       |         | Ullevaal Stadion, Oslo Toeschouwers: 13.436 Scheidsrechter: Kenny Clark (SCO) |

|                                                 |                    |       |           |                                                                           |
| 7 juni EK-kwalificatie № 671 «onderlinge duels» | Denemarken         | 1 – 0 | Noorwegen | Parken, Kopenhagen Toeschouwers: 41.824 Scheidsrechter: Graham Poll (ENG) |
| 7 juni EK-kwalificatie № 671 «onderlinge duels» | Jesper Grønkjær 5' |       |           | Parken, Kopenhagen Toeschouwers: 41.824 Scheidsrechter: Graham Poll (ENG) |

|                                                  |                                |       |                 |                                                                                |
| 11 juni EK-kwalificatie № 672 «onderlinge duels» | Noorwegen                      | 1 – 1 | Roemenië        | Ullevaal Stadion, Oslo Toeschouwers: 24.890 Scheidsrechter: Ľuboš Micheľ (SVK) |
| 11 juni EK-kwalificatie № 672 «onderlinge duels» | Ole Gunnar Solskjær 78' (pen.) |       | 64' Ionel Ganea | Ullevaal Stadion, Oslo Toeschouwers: 24.890 Scheidsrechter: Ľuboš Micheľ (SVK) |

|                                                        |           |       |           |                                                                                 |
| 20 augustus Vriendschappelijk № 673 «onderlinge duels» | Noorwegen | 0 – 0 | Schotland | Ullevaal Stadion, Oslo Toeschouwers: 12.758 Scheidsrechter: Mikko Vuorela (FIN) |
| 20 augustus Vriendschappelijk № 673 «onderlinge duels» |           |       |           | Ullevaal Stadion, Oslo Toeschouwers: 12.758 Scheidsrechter: Mikko Vuorela (FIN) |

|                                                      |                       |       |           |                                                                              |
| 6 september EK-kwalificatie № 674 «onderlinge duels» | Bosnië en Herz.       | 1 – 0 | Noorwegen | Bilino Polje, Zenica Toeschouwers: 18.000 Scheidsrechter: Stéphane Bre (FRA) |
| 6 september EK-kwalificatie № 674 «onderlinge duels» | Zlatan Bajramović 86' |       |           | Bilino Polje, Zenica Toeschouwers: 18.000 Scheidsrechter: Stéphane Bre (FRA) |

|                                                         |           |                  |          |                                                                                 |
| 10 september Vriendschappelijk № 675 «onderlinge duels» | Noorwegen | 0 – 1            | Portugal | Ullevaal Stadion, Oslo Toeschouwers: 11.014 Scheidsrechter: Steve Bennett (ENG) |
| 10 september Vriendschappelijk № 675 «onderlinge duels» |           | 9' Pedro Pauleta |          | Ullevaal Stadion, Oslo Toeschouwers: 11.014 Scheidsrechter: Steve Bennett (ENG) |

|                                                               |                    |       |           |                                                                               |
| 11 oktober EK-kwalificatie № 676 «onderlinge duels» 17:00 uur | Noorwegen          | 1 – 0 | Luxemburg | Ullevaal Stadion, Oslo Toeschouwers: 22.255 Scheidsrechter: Zsolt Szabó (HUN) |
| 11 oktober EK-kwalificatie № 676 «onderlinge duels» 17:00 uur | Tore André Flo 18' |       |           | Ullevaal Stadion, Oslo Toeschouwers: 22.255 Scheidsrechter: Zsolt Szabó (HUN) |

|                                                                |                                           |       |                     |                                                                                      |
| 15 november EK-kwalificatie Play-offs № 677 «onderlinge duels» | Spanje                                    | 2 – 1 | Noorwegen           | Estadio de Mestalla, Valencia Toeschouwers: 50.000 Scheidsrechter: Graham Poll (ENG) |
| 15 november EK-kwalificatie Play-offs № 677 «onderlinge duels» | Raúl González 21' Henning Berg 85' (e.d.) |       | 14' Steffen Iversen | Estadio de Mestalla, Valencia Toeschouwers: 50.000 Scheidsrechter: Graham Poll (ENG) |

|                                                                |           |                                                               |        |                                                                                     |
| 19 november EK-kwalificatie Play-offs № 678 «onderlinge duels» | Noorwegen | 0 – 3                                                         | Spanje | Ullevaal Stadion, Oslo Toeschouwers: 25.106 Scheidsrechter: Pierluigi Collina (ITA) |
| 19 november EK-kwalificatie Play-offs № 678 «onderlinge duels» |           | 34' Raúl González 49' Vicente Rodríguez 57' Joseba Etxeberria |        | Ullevaal Stadion, Oslo Toeschouwers: 25.106 Scheidsrechter: Pierluigi Collina (ITA) |

### 2004
|                                                                 |                                                 |       |        |                                                                                          |
| 22 januari Vriendschappelijk № 679 «onderlinge duels» 18:00 uur | Noorwegen                                       | 3 – 0 | Zweden | Hong Kong Stadion, Hongkong Toeschouwers: 10.000 Scheidsrechter: Yau Fat Jame Fong (HKG) |
| 22 januari Vriendschappelijk № 679 «onderlinge duels» 18:00 uur | Frode Johnsen 45' Håvard Flo 54' Håvard Flo 62' |       |        | Hong Kong Stadion, Hongkong Toeschouwers: 10.000 Scheidsrechter: Yau Fat Jame Fong (HKG) |

|                                                                 |                   |       |                                                         |                                                                                          |
| 25 januari Vriendschappelijk № 680 «onderlinge duels» 16:15 uur | Honduras          | 1 – 3 | Noorwegen                                               | Hong Kong Stadion, Hongkong Toeschouwers: 14.603 Scheidsrechter: Yau Fat Jame Fong (HKG) |
| 25 januari Vriendschappelijk № 680 «onderlinge duels» 16:15 uur | Saúl Martínez 29' |       | 27' Harald Brattbakk 39' Frode Johnsen 86' Magne Hoseth | Hong Kong Stadion, Hongkong Toeschouwers: 14.603 Scheidsrechter: Yau Fat Jame Fong (HKG) |

|                                                                 |                                      |       |                                                                                          |                                                                                             |
| 28 januari Vriendschappelijk № 681 «onderlinge duels» 20:30 uur | Singapore                            | 2 – 5 | Noorwegen                                                                                | Nationaal Stadion, Singapore Toeschouwers: 2.000 Scheidsrechter: Ahmad Khalidi Supian (MAS) |
| 28 januari Vriendschappelijk № 681 «onderlinge duels» 20:30 uur | Daniel Bennett 45' Shahril Ishak 51' |       | 18' Anders Stadheim 42' Alexander Aas 59' Håvard Flo 67' Harald Brattbakk 70' Håvard Flo | Nationaal Stadion, Singapore Toeschouwers: 2.000 Scheidsrechter: Ahmad Khalidi Supian (MAS) |

|                                                                  |                 |       | |                                                                                |
| 18 februari Vriendschappelijk № 682 «onderlinge duels» 20:00 uur | Noord-Ierland   | 1 – 4 | Noorwegen                                                                                          | Windsor Park, Belfast Toeschouwers: 11.288 Scheidsrechter: Craig Thomson (SCO) |
| 18 februari Vriendschappelijk № 682 «onderlinge duels» 20:00 uur | David Healy 56' |       | 17' Morten Gamst Pedersen 35' Morten Gamst Pedersen 43' Steffen Iversen 57' (e.d.) Keith Gillespie | Windsor Park, Belfast Toeschouwers: 11.288 Scheidsrechter: Craig Thomson (SCO) |

|                                                               |                      |                            |           |                                                                                      |
| 31 maart Vriendschappelijk № 683 «onderlinge duels» 18:00 uur | Servië en Montenegro | 0 – 1                      | Noorwegen | Stadion Crvene Zvezde, Belgrado Toeschouwers: 6.000 Scheidsrechter: Novo Panić (BIH) |
| 31 maart Vriendschappelijk № 683 «onderlinge duels» 18:00 uur |                      | 76' (pen.) Martin Andresen |           | Stadion Crvene Zvezde, Belgrado Toeschouwers: 6.000 Scheidsrechter: Novo Panić (BIH) |

|                                                               |                                                               |       |                                              |                                                                                |
| 28 april Vriendschappelijk № 684 «onderlinge duels» 20:00 uur | Noorwegen                                                     | 3 – 2 | Rusland                                      | Ullevaal Stadion, Oslo Toeschouwers: 11.435 Scheidsrechter: Jan Wegereef (NED) |
| 28 april Vriendschappelijk № 684 «onderlinge duels» 20:00 uur | Martin Andresen 25' Sigurd Rushfeldt 43' Jan Gunnar Solli 62' |       | 85' Vladislav Radimov 90' Dmitriy Kirichenko | Ullevaal Stadion, Oslo Toeschouwers: 11.435 Scheidsrechter: Jan Wegereef (NED) |

|                                                             |           |       |       |                                                                                  |
| 27 mei Vriendschappelijk № 685 «onderlinge duels» 18:00 uur | Noorwegen | 0 – 0 | Wales | Ullevaal Stadion, Oslo Toeschouwers: 14.137 Scheidsrechter: Martin Hansson (SWE) |
| 27 mei Vriendschappelijk № 685 «onderlinge duels» 18:00 uur |           |       |       | Ullevaal Stadion, Oslo Toeschouwers: 14.137 Scheidsrechter: Martin Hansson (SWE) |

|                                                                  |                                    |       |                                     |                                                                                    |
| 18 augustus Vriendschappelijk № 686 «onderlinge duels» 19:00 uur | Noorwegen                          | 2 – 2 | België                              | Ullevaal Stadion, Oslo Toeschouwers: 16.669 Scheidsrechter: Krzysztof Słupik (POL) |
| 18 augustus Vriendschappelijk № 686 «onderlinge duels» 19:00 uur | Frode Johnsen 32' Vidar Riseth 59' |       | 25' Thomas Buffel 34' Thomas Buffel | Ullevaal Stadion, Oslo Toeschouwers: 16.669 Scheidsrechter: Krzysztof Słupik (POL) |

|                                                                |                                   |       |               |                                                                                     |
| 4 september WK-kwalificatie № 687 «onderlinge duels» 20:45 uur | Italië                            | 2 – 1 | Noorwegen     | Stadio Renzo Barbera, Palermo Toeschouwers: 21.463 Scheidsrechter: Alain Sars (FRA) |
| 4 september WK-kwalificatie № 687 «onderlinge duels» 20:45 uur | Daniele De Rossi 4' Luca Toni 80' |       | 1' John Carew | Stadio Renzo Barbera, Palermo Toeschouwers: 21.463 Scheidsrechter: Alain Sars (FRA) |

|                                                                |                  |       |                   |                                                                                          |
| 8 september WK-kwalificatie № 688 «onderlinge duels» 20:00 uur | Noorwegen        | 1 – 1 | Wit-Rusland       | Ullevaal Stadion, Oslo Toeschouwers: 25.272 Scheidsrechter: António Manuel Almeida (POR) |
| 8 september WK-kwalificatie № 688 «onderlinge duels» 20:00 uur | Vidar Riseth 39' |       | 78' Vital Kutuzav | Ullevaal Stadion, Oslo Toeschouwers: 25.272 Scheidsrechter: António Manuel Almeida (POR) |

|                                                              |           |                     |           |                                                                                |
| 9 oktober WK-kwalificatie № 689 «onderlinge duels» 16:00 uur | Schotland | 0 – 1               | Noorwegen | Hampden Park, Glasgow Toeschouwers: 48.882 Scheidsrechter: Paul Allaerts (BEL) |
| 9 oktober WK-kwalificatie № 689 «onderlinge duels» 16:00 uur |           | 54' Steffen Iversen |           | Hampden Park, Glasgow Toeschouwers: 48.882 Scheidsrechter: Paul Allaerts (BEL) |

|                                                               |                                                                |       |          |                                                                                   |
| 13 oktober WK-kwalificatie № 690 «onderlinge duels» 19:00 uur | Noorwegen                                                      | 3 – 0 | Slovenië | Ullevaal Stadion, Oslo Toeschouwers: 24.907 Scheidsrechter: Valentin Ivanov (RUS) |
| 13 oktober WK-kwalificatie № 690 «onderlinge duels» 19:00 uur | John Carew 7' Morten Gamst Pedersen 60' Alexander Ødegaard 90' |       |          | Ullevaal Stadion, Oslo Toeschouwers: 24.907 Scheidsrechter: Valentin Ivanov (RUS) |

|                                                                  |                                |       |                                               |                                                                             |
| 16 november Vriendschappelijk № 691 «onderlinge duels» 20:30 uur | Australië                      | 2 – 2 | Noorwegen                                     | Craven Cottage, Londen Toeschouwers: 7.364 Scheidsrechter: Rob Styles (ENG) |
| 16 november Vriendschappelijk № 691 «onderlinge duels» 20:30 uur | Tim Cahill 45' Josip Skoko 58' |       | 40' Steffen Iversen 73' Morten Gamst Pedersen | Craven Cottage, Londen Toeschouwers: 7.364 Scheidsrechter: Rob Styles (ENG) |

### 2005
|                                                       |                      |       |                     |                                                                                             |
| 22 januari Vriendschappelijk № 692 «onderlinge duels» | Koeweit              | 1 – 1 | Noorwegen           | Kuwait National Stadium, Koeweit-Stad Toeschouwers: 200 Scheidsrechter: Qasim Shaaban (KUW) |
| 22 januari Vriendschappelijk № 692 «onderlinge duels» | Bashar Abdulaziz 27' |       | 49' Raymond Kvisvik | Kuwait National Stadium, Koeweit-Stad Toeschouwers: 200 Scheidsrechter: Qasim Shaaban (KUW) |

|                                                                 |         |                     |           | |
| 25 januari Vriendschappelijk № 693 «onderlinge duels» 19:00 uur | Bahrein | 0 – 1               | Noorwegen | Bahrain National Stadium, Riffa Toeschouwers: 4.000 Scheidsrechter: Abdulla Khalil Al Bannai (UAE) |
| 25 januari Vriendschappelijk № 693 «onderlinge duels» 19:00 uur |         | 49' Raymond Kvisvik |           | Bahrain National Stadium, Riffa Toeschouwers: 4.000 Scheidsrechter: Abdulla Khalil Al Bannai (UAE) |

|                                                                 |          |       |           |                                                                                               |
| 28 januari Vriendschappelijk № 694 «onderlinge duels» 19:00 uur | Jordanië | 0 – 0 | Noorwegen | Amman International Stadium, Amman Toeschouwers: 8.000 Scheidsrechter: Hassan Al Shoufi (SYR) |
| 28 januari Vriendschappelijk № 694 «onderlinge duels» 19:00 uur |          |       |           | Amman International Stadium, Amman Toeschouwers: 8.000 Scheidsrechter: Hassan Al Shoufi (SYR) |

|                                                                 |       |                                                               |           |                                                                                    |
| 9 februari Vriendschappelijk № 695 «onderlinge duels» 19:00 uur | Malta | 0 – 3                                                         | Noorwegen | Ta' Qali Stadium, Ta' Qali Toeschouwers: 1.000 Scheidsrechter: David Malcolm (NIR) |
| 9 februari Vriendschappelijk № 695 «onderlinge duels» 19:00 uur |       | 70' Sigurd Rushfeldt 79' Sigurd Rushfeldt 80' John Arne Riise |           | Ta' Qali Stadium, Ta' Qali Toeschouwers: 1.000 Scheidsrechter: David Malcolm (NIR) |

|                                                             |          |       |           |                                                                                        |
| 30 maart WK-kwalificatie № 696 «onderlinge duels» 20:45 uur | Moldavië | 0 – 0 | Noorwegen | Stadionul Republican, Chisinau Toeschouwers: 5.000 Scheidsrechter: Florian Meyer (GER) |
| 30 maart WK-kwalificatie № 696 «onderlinge duels» 20:45 uur |          |       |           | Stadionul Republican, Chisinau Toeschouwers: 5.000 Scheidsrechter: Florian Meyer (GER) |

|                                                               |                        |       |                                      |                                                                                |
| 20 april Vriendschappelijk № 697 «onderlinge duels» 17:00 uur | Estland                | 1 – 2 | Noorwegen                            | A. Le Coq Arena, Tallinn Toeschouwers: 4.000 Scheidsrechter: Pieter Vink (NED) |
| 20 april Vriendschappelijk № 697 «onderlinge duels» 17:00 uur | Aleksander Saharov 81' |       | 24' Frode Johnsen 54' Daniel Braaten | A. Le Coq Arena, Tallinn Toeschouwers: 4.000 Scheidsrechter: Pieter Vink (NED) |

|                                                             |                   |       |            |                                                                                   |
| 24 mei Vriendschappelijk № 698 «onderlinge duels» 19:35 uur | Noorwegen         | 1 – 0 | Costa Rica | Ullevaal Stadion, Oslo Toeschouwers: 21.251 Scheidsrechter: Dick van Egmond (NED) |
| 24 mei Vriendschappelijk № 698 «onderlinge duels» 19:35 uur | Frode Johnsen 78' |       |            | Ullevaal Stadion, Oslo Toeschouwers: 21.251 Scheidsrechter: Dick van Egmond (NED) |

|                                                           |           |       |        |                                                                                          |
| 4 juni WK-kwalificatie № 699 «onderlinge duels» 20:30 uur | Noorwegen | 0 – 0 | Italië | Ullevaal Stadion, Oslo Toeschouwers: 24.829 Scheidsrechter: Manuel Mejuto González (ESP) |
| 4 juni WK-kwalificatie № 699 «onderlinge duels» 20:30 uur |           |       |        | Ullevaal Stadion, Oslo Toeschouwers: 24.829 Scheidsrechter: Manuel Mejuto González (ESP) |

|                                                             |                                      |       |                                                               |                                                                                        |
| 8 juni Vriendschappelijk № 700 «onderlinge duels» 20:15 uur | Zweden                               | 2 – 3 | Noorwegen                                                     | Råsunda Fotbollstadion, Solna Toeschouwers: 15.345 Scheidsrechter: Jaroslav Jara (CZE) |
| 8 juni Vriendschappelijk № 700 «onderlinge duels» 20:15 uur | Kim Källström 16' Johan Elmander 68' |       | 60' John Arne Riise 64' Thorstein Helstad 65' Steffen Iversen | Råsunda Fotbollstadion, Solna Toeschouwers: 15.345 Scheidsrechter: Jaroslav Jara (CZE) |

|                                                                  |           |                                               |             |                                                                                      |
| 17 augustus Vriendschappelijk № 701 «onderlinge duels» 19:00 uur | Noorwegen | 0 – 2                                         | Zwitserland | Ullevaal Stadion, Oslo Toeschouwers: 19.623 Scheidsrechter: Nicolai Vollquartz (DEN) |
| 17 augustus Vriendschappelijk № 701 «onderlinge duels» 19:00 uur |           | 50' Alexander Frei 59' (e.d.) André Bergdølmo |             | Ullevaal Stadion, Oslo Toeschouwers: 19.623 Scheidsrechter: Nicolai Vollquartz (DEN) |

|                                                                |                                         |       |                                                             |                                                                                      |
| 3 september WK-kwalificatie № 702 «onderlinge duels» 20:45 uur | Slovenië                                | 2 – 3 | Noorwegen                                                   | Arena Petrol, Celje Toeschouwers: 10.055 Scheidsrechter: Luis Medina Cantalejo (ESP) |
| 3 september WK-kwalificatie № 702 «onderlinge duels» 20:45 uur | Sebastjan Cimirotič 4' Anton Žlogar 81' |       | 3' John Carew 24' Claus Lundekvam 90' Morten Gamst Pedersen | Arena Petrol, Celje Toeschouwers: 10.055 Scheidsrechter: Luis Medina Cantalejo (ESP) |

|                                                                |                     |       |                                   |                                                                               |
| 7 september WK-kwalificatie № 703 «onderlinge duels» 19:00 uur | Noorwegen           | 1 – 2 | Schotland                         | Ullevaal Stadion, Oslo Toeschouwers: 24.904 Scheidsrechter: Alain Hamer (LUX) |
| 7 september WK-kwalificatie № 703 «onderlinge duels» 19:00 uur | Ole Martin Årst 89' |       | 21' Kenny Miller 31' Kenny Miller | Ullevaal Stadion, Oslo Toeschouwers: 24.904 Scheidsrechter: Alain Hamer (LUX) |

|                                                              |                      |       |          |                                                                                 |
| 8 oktober WK-kwalificatie № 704 «onderlinge duels» 20:15 uur | Noorwegen            | 1 – 0 | Moldavië | Ullevaal Stadion, Oslo Toeschouwers: 23.409 Scheidsrechter: Steve Bennett (ENG) |
| 8 oktober WK-kwalificatie № 704 «onderlinge duels» 20:15 uur | Sigurd Rushfeldt 50' |       |          | Ullevaal Stadion, Oslo Toeschouwers: 23.409 Scheidsrechter: Steve Bennett (ENG) |

|                                                               |             |                       |           |                                                                               |
| 12 oktober WK-kwalificatie № 705 «onderlinge duels» 20:30 uur | Wit-Rusland | 0 – 1                 | Noorwegen | Dinamostadion, Minsk Toeschouwers: 13.222 Scheidsrechter: Konrad Plautz (AUT) |
| 12 oktober WK-kwalificatie № 705 «onderlinge duels» 20:30 uur |             | 70' Thorstein Helstad |           | Dinamostadion, Minsk Toeschouwers: 13.222 Scheidsrechter: Konrad Plautz (AUT) |

|                                                                          |           |                     |          |                                                                                   |
| 12 november WK-kwalificatie Play-offs № 706 «onderlinge duels» 19:30 uur | Noorwegen | 0 – 1               | Tsjechië | Ullevaal Stadion, Oslo Toeschouwers: 24.264 Scheidsrechter: Massimo Busacca (SUI) |
| 12 november WK-kwalificatie Play-offs № 706 «onderlinge duels» 19:30 uur |           | 32' Vladimír Šmicer |          | Ullevaal Stadion, Oslo Toeschouwers: 24.264 Scheidsrechter: Massimo Busacca (SUI) |

|                                                                          |                   |       |           |                                                                            |
| 16 november WK-kwalificatie Play-offs № 707 «onderlinge duels» 20:15 uur | Tsjechië          | 1 – 0 | Noorwegen | Toyota Arena, Praag Toeschouwers: 17.464 Scheidsrechter: Graham Poll (ENG) |
| 16 november WK-kwalificatie Play-offs № 707 «onderlinge duels» 20:15 uur | Tomáš Rosický 35' |       |           | Toyota Arena, Praag Toeschouwers: 17.464 Scheidsrechter: Graham Poll (ENG) |

### 2006
|                                                                 |                                                   |       |                     |                                                                                     |
| 25 januari Vriendschappelijk № 708 «onderlinge duels» 20:00 uur | Mexico                                            | 2 – 1 | Noorwegen           | Monster Park, San Francisco Toeschouwers: 44.729 Scheidsrechter: Terry Vaughn (USA) |
| 25 januari Vriendschappelijk № 708 «onderlinge duels» 20:00 uur | José Francisco Fonseca 36' Luis Ernesto Pérez 87' |       | 10' Ole Martin Årst | Monster Park, San Francisco Toeschouwers: 44.729 Scheidsrechter: Terry Vaughn (USA) |

|                                                                 |                                                                                           |       |           |                                                                                 |
| 29 januari Vriendschappelijk № 709 «onderlinge duels» 16:00 uur | Verenigde Staten                                                                          | 5 – 0 | Noorwegen | Home Depot Center, Carson Toeschouwers: 16.366 Scheidsrechter: Óscar Ruiz (COL) |
| 29 januari Vriendschappelijk № 709 «onderlinge duels» 16:00 uur | Taylor Twellman 5' Taylor Twellman 17' Eddie Pope 67' Taylor Twellman 76' Chris Klein 87' |       |           | Home Depot Center, Carson Toeschouwers: 16.366 Scheidsrechter: Óscar Ruiz (COL) |

|                                                              |                                      |       |                |                                                                                            |
| 1 maart Vriendschappelijk № 710 «onderlinge duels» 20:00 uur | Senegal                              | 2 – 1 | Noorwegen      | Stade Léopold Sédar Senghor, Dakar Toeschouwers: 35.000 Scheidsrechter: Lassana Paré (BUR) |
| 1 maart Vriendschappelijk № 710 «onderlinge duels» 20:00 uur | Moussa N'Diaye 20' Babacar Gueye 36' |       | 41' Erik Hagen | Stade Léopold Sédar Senghor, Dakar Toeschouwers: 35.000 Scheidsrechter: Lassana Paré (BUR) |

|                                                             |                                     |       |                                      |                                                                                |
| 24 mei Vriendschappelijk № 711 «onderlinge duels» 19:00 uur | Noorwegen                           | 2 – 2 | Paraguay                             | Ullevaal Stadion, Oslo Toeschouwers: 10.227 Scheidsrechter: Pavel Olšiak (SVK) |
| 24 mei Vriendschappelijk № 711 «onderlinge duels» 19:00 uur | Frode Johnsen 22' Frode Johnsen 61' |       | 48' Carlos Gamarra 54' Nelson Valdez | Ullevaal Stadion, Oslo Toeschouwers: 10.227 Scheidsrechter: Pavel Olšiak (SVK) |

|                                                             |           |       |            |                                                                                 |
| 1 juni Vriendschappelijk № 712 «onderlinge duels» 19:00 uur | Noorwegen | 0 – 0 | Zuid-Korea | Ullevaal Stadion, Oslo Toeschouwers: 15.487 Scheidsrechter: Johan Verbist (BEL) |
| 1 juni Vriendschappelijk № 712 «onderlinge duels» 19:00 uur |           |       |            | Ullevaal Stadion, Oslo Toeschouwers: 15.487 Scheidsrechter: Johan Verbist (BEL) |

|                                                                  |                           |       |                     |                                                                                 |
| 16 augustus Vriendschappelijk № 713 «onderlinge duels» 20:10 uur | Noorwegen                 | 1 – 1 | Brazilië            | Ullevaal Stadion, Oslo Toeschouwers: 25.062 Scheidsrechter: Stuart Dougal (SCO) |
| 16 augustus Vriendschappelijk № 713 «onderlinge duels» 20:10 uur | Morten Gamst Pedersen 51' |       | 62' Daniel Carvalho | Ullevaal Stadion, Oslo Toeschouwers: 25.062 Scheidsrechter: Stuart Dougal (SCO) |

|                                                                |                        |       |                                                                                                 |                                                                                         |
| 2 september EK-kwalificatie № 714 «onderlinge duels» 20:00 uur | Hongarije              | 1 – 4 | Noorwegen                                                                                       | Szusza Ferenc Stadion, Boedapest Toeschouwers: 13.000 Scheidsrechter: Pieter Vink (NED) |
| 2 september EK-kwalificatie № 714 «onderlinge duels» 20:00 uur | Zoltán Gera 89' (pen.) |       | 15' Ole Gunnar Solskjær 32' Fredrik Strømstad 41' Morten Gamst Pedersen 54' Ole Gunnar Solskjær | Szusza Ferenc Stadion, Boedapest Toeschouwers: 13.000 Scheidsrechter: Pieter Vink (NED) |

|                                                                |                                           |       |          |                                                                                    |
| 6 september EK-kwalificatie № 715 «onderlinge duels» 19:00 uur | Noorwegen                                 | 2 – 0 | Moldavië | Ullevaal Stadion, Oslo Toeschouwers: 23.848 Scheidsrechter: Hristo Ristoskov (BUL) |
| 6 september EK-kwalificatie № 715 «onderlinge duels» 19:00 uur | Fredrik Strømstad 74' Steffen Iversen 79' |       |          | Ullevaal Stadion, Oslo Toeschouwers: 23.848 Scheidsrechter: Hristo Ristoskov (BUL) |

|                                                              |                        |       |           |                                                                                               |
| 7 oktober EK-kwalificatie № 716 «onderlinge duels» 21:00 uur | Griekenland            | 1 – 0 | Noorwegen | Georgios Karaiskakis Stadion, Piraeus Toeschouwers: 25.000 Scheidsrechter: Ľuboš Micheľ (SVK) |
| 7 oktober EK-kwalificatie № 716 «onderlinge duels» 21:00 uur | Kostas Katsouranis 33' |       |           | Georgios Karaiskakis Stadion, Piraeus Toeschouwers: 25.000 Scheidsrechter: Ľuboš Micheľ (SVK) |

|                                                                  |                  |       |                |                                                                                                |
| 15 november Vriendschappelijk № 717 «onderlinge duels» 20:15 uur | Servië           | 1 – 1 | Noorwegen      | Stadion Crvene zvezde, Belgrado Toeschouwers: 20.000 Scheidsrechter: Georgios Kasnaferis (GRE) |
| 15 november Vriendschappelijk № 717 «onderlinge duels» 20:15 uur | Nemanja Vidić 6' |       | 22' John Carew | Stadion Crvene zvezde, Belgrado Toeschouwers: 20.000 Scheidsrechter: Georgios Kasnaferis (GRE) |

### 2007
|                                                                 |                                   |       |                        |                                                                                     |
| 7 februari Vriendschappelijk № 718 «onderlinge duels» 20:15 uur | Kroatië                           | 2 – 1 | Noorwegen              | Stadion na Kantridi, Rijeka Toeschouwers: 7.000 Scheidsrechter: Philippe Kalt (FRA) |
| 7 februari Vriendschappelijk № 718 «onderlinge duels» 20:15 uur | Mladen Petrić 26' Luka Modrić 38' |       | 86' Petter Vaagan Moen | Stadion na Kantridi, Rijeka Toeschouwers: 7.000 Scheidsrechter: Philippe Kalt (FRA) |

|                                                             |                       |       |                                              |                                                                              |
| 24 maart EK-kwalificatie № 719 «onderlinge duels» 19:05 uur | Noorwegen             | 1 – 2 | Bosnië en Herzegovina                        | Ullevaal Stadion, Oslo Toeschouwers: 16.987 Scheidsrechter: Mike Riley (ENG) |
| 24 maart EK-kwalificatie № 719 «onderlinge duels» 19:05 uur | John Carew 50' (pen.) |       | 18' Zvjezdan Misimović 33' Zlatan Muslimović | Ullevaal Stadion, Oslo Toeschouwers: 16.987 Scheidsrechter: Mike Riley (ENG) |

|                                                             |                                       |       |                                      |                                                                                           |
| 28 maart EK-kwalificatie № 720 «onderlinge duels» 20:00 uur | Turkije                               | 2 – 2 | Noorwegen                            | Commerzbank Arena, Frankfurt am Main Toeschouwers: — Scheidsrechter: Stefano Farina (ITA) |
| 28 maart EK-kwalificatie № 720 «onderlinge duels» 20:00 uur | Hamit Altıntop 71' Hamit Altıntop 89' |       | 31' Simen Brenne 40' Martin Andresen | Commerzbank Arena, Frankfurt am Main Toeschouwers: — Scheidsrechter: Stefano Farina (ITA) |

|                                                           |                                                                                    |       |       |                                                                                |
| 2 juni EK-kwalificatie № 721 «onderlinge duels» 20:05 uur | Noorwegen                                                                          | 4 – 0 | Malta | Ullevaal Stadion, Oslo Toeschouwers: 16.364 Scheidsrechter: Jacek Granat (POL) |
| 2 juni EK-kwalificatie № 721 «onderlinge duels» 20:05 uur | Kristofer Hæstad 31' Thorstein Helstad 73' Steffen Iversen 79' John Arne Riise 90' |       |       | Ullevaal Stadion, Oslo Toeschouwers: 16.364 Scheidsrechter: Jacek Granat (POL) |

|                                                           |                                                                      |       |           |                                                                                              |
| 6 juni EK-kwalificatie № 722 «onderlinge duels» 19:00 uur | Noorwegen                                                            | 4 – 0 | Hongarije | Ullevaal Stadion, Oslo Toeschouwers: 19.198 Scheidsrechter: Eduardo Iturralde González (ESP) |
| 6 juni EK-kwalificatie № 722 «onderlinge duels» 19:00 uur | Steffen Iversen 22' Daniel Braaten 57' John Carew 60' John Carew 78' |       |           | Ullevaal Stadion, Oslo Toeschouwers: 19.198 Scheidsrechter: Eduardo Iturralde González (ESP) |

|                                                                  |                                      |       |                    |                                                                                 |
| 22 augustus Vriendschappelijk № 723 «onderlinge duels» 19:00 uur | Noorwegen                            | 2 – 1 | Argentinië         | Ullevaal Stadion, Oslo Toeschouwers: 23.932 Scheidsrechter: Darko Čeferin (SLO) |
| 22 augustus Vriendschappelijk № 723 «onderlinge duels» 19:00 uur | John Carew 12' (pen.) John Carew 58' |       | 84' Maxi Rodríguez | Ullevaal Stadion, Oslo Toeschouwers: 23.932 Scheidsrechter: Darko Čeferin (SLO) |

|                                                                |          |                     |           |                                                                                  |
| 8 september EK-kwalificatie № 724 «onderlinge duels» 21:00 uur | Moldavië | 0 – 1               | Noorwegen | Zimbru Stadion, Chisinau Toeschouwers: 15.000 Scheidsrechter: Robert Małek (POL) |
| 8 september EK-kwalificatie № 724 «onderlinge duels» 21:00 uur |          | 49' Steffen Iversen |           | Zimbru Stadion, Chisinau Toeschouwers: 15.000 Scheidsrechter: Robert Małek (POL) |

|                                                                 |                                    |       |                                            |                                                                                   |
| 12 september EK-kwalificatie № 725 «onderlinge duels» 19:00 uur | Noorwegen                          | 2 – 2 | Griekenland                                | Ullevaal Stadion, Oslo Toeschouwers: 24.080 Scheidsrechter: Massimo Busacca (SUI) |
| 12 september EK-kwalificatie № 725 «onderlinge duels» 19:00 uur | John Carew 15' John Arne Riise 39' |       | 7' Sotiris Kyrgiakos 29' Sotiris Kyrgiakos | Ullevaal Stadion, Oslo Toeschouwers: 24.080 Scheidsrechter: Massimo Busacca (SUI) |

|                                                               |                       |                                     |           |                                                                                     |
| 17 oktober EK-kwalificatie № 726 «onderlinge duels» 19:30 uur | Bosnië en Herzegovina | 0 – 2                               | Noorwegen | Koševo Stadion, Sarajevo Toeschouwers: 15.000 Scheidsrechter: Stéphane Lannoy (FRA) |
| 17 oktober EK-kwalificatie № 726 «onderlinge duels» 19:30 uur |                       | 5' Erik Hagen 75' Bjørn Helge Riise |           | Koševo Stadion, Sarajevo Toeschouwers: 15.000 Scheidsrechter: Stéphane Lannoy (FRA) |

|                                                                |                |       |                                      |                                                                               |
| 17 november EK-kwalificatie № 727 «onderlinge duels» 19:00 uur | Noorwegen      | 1 – 2 | Turkije                              | Ullevaal Stadion, Oslo Toeschouwers: 23.783 Scheidsrechter: Markus Merk (GER) |
| 17 november EK-kwalificatie № 727 «onderlinge duels» 19:00 uur | Erik Hagen 12' |       | 31' Emre Belözoğlu 60' Nihat Kahveci | Ullevaal Stadion, Oslo Toeschouwers: 23.783 Scheidsrechter: Markus Merk (GER) |

|                                                                |                    |       |                                                                                              |                                                                                     |
| 21 november EK-kwalificatie № 728 «onderlinge duels» 20:00 uur | Malta              | 1 – 4 | Noorwegen                                                                                    | Ta' Qali Stadium, Ta' Qali Toeschouwers: 6.000 Scheidsrechter: Yuriy Baskakov (RUS) |
| 21 november EK-kwalificatie № 728 «onderlinge duels» 20:00 uur | Michael Mifsud 53' |       | 25' Steffen Iversen 28' (pen.) Steffen Iversen 45' Steffen Iversen 75' Morten Gamst Pedersen | Ta' Qali Stadium, Ta' Qali Toeschouwers: 6.000 Scheidsrechter: Yuriy Baskakov (RUS) |

### 2008
|                                                                 |                                                     |       |           |                                                                                   |
| 6 februari Vriendschappelijk № 729 «onderlinge duels» 20:15 uur | Wales                                               | 3 – 0 | Noorwegen | Racecourse Ground, Wrexham Toeschouwers: 7.000 Scheidsrechter: David McKeon (IRL) |
| 6 februari Vriendschappelijk № 729 «onderlinge duels» 20:15 uur | Carl Fletcher 15' Jason Koumas 62' Jason Koumas 89' |       |           | Racecourse Ground, Wrexham Toeschouwers: 7.000 Scheidsrechter: David McKeon (IRL) |

|                                                               |                                                            |       |                |                                                                                              |
| 26 maart Vriendschappelijk № 730 «onderlinge duels» 18:30 uur | Montenegro                                                 | 3 – 1 | Noorwegen      | Stadion Pod Goricom, Podgorica Toeschouwers: 10.500 Scheidsrechter: Aleksandar Stavrev (MKD) |
| 26 maart Vriendschappelijk № 730 «onderlinge duels» 18:30 uur | Igor Burzanović 7' Branko Bošković 37' Radomir Đalović 59' |       | 72' John Carew | Stadion Pod Goricom, Podgorica Toeschouwers: 10.500 Scheidsrechter: Aleksandar Stavrev (MKD) |

|                                                   |                                           |       |                                      |                                                                                    |
| 28 mei Vriendschappelijk № 731 «onderlinge duels» | Noorwegen                                 | 2 – 2 | Uruguay                              | Ullevaal Stadion, Oslo Toeschouwers: 12.246 Scheidsrechter: Anthony Buttimer (IRL) |
| 28 mei Vriendschappelijk № 731 «onderlinge duels» | Tarik Elyounoussi 50' John Arne Riise 85' |       | 43' Luis Suárez 69' Sebastián Eguren | Ullevaal Stadion, Oslo Toeschouwers: 12.246 Scheidsrechter: Anthony Buttimer (IRL) |

|                                                        |                      |       |                  |                                                                               |
| 20 augustus Vriendschappelijk № 732 «onderlinge duels» | Noorwegen            | 1 – 1 | Ierland          | Ullevaal Stadion, Oslo Toeschouwers: 16.037 Scheidsrechter: Mark Whitby (WAL) |
| 20 augustus Vriendschappelijk № 732 «onderlinge duels» | Tore Reginiussen 61' |       | 44' Robbie Keane | Ullevaal Stadion, Oslo Toeschouwers: 16.037 Scheidsrechter: Mark Whitby (WAL) |

|                                                                |                                                |       |                                          |                                                                              |
| 6 september WK-kwalificatie № 733 «onderlinge duels» 19:00 uur | Noorwegen                                      | 2 – 2 | IJsland                                  | Ullevaal Stadion, Oslo Toeschouwers: 17.254 Scheidsrechter: Alon Yefet (ISR) |
| 6 september WK-kwalificatie № 733 «onderlinge duels» 19:00 uur | Steffen Iversen 36' (pen.) Steffen Iversen 50' |       | 39' Heiðar Helguson 69' Eiður Guðjohnsen | Ullevaal Stadion, Oslo Toeschouwers: 17.254 Scheidsrechter: Alon Yefet (ISR) |

|                                                               |           |       |           |                                                                                  |
| 11 oktober WK-kwalificatie № 734 «onderlinge duels» 16:00 uur | Schotland | 0 – 0 | Noorwegen | Hampden Park, Glasgow Toeschouwers: 50.205 Scheidsrechter: Massimo Busacca (SUI) |
| 11 oktober WK-kwalificatie № 734 «onderlinge duels» 16:00 uur |           |       |           | Hampden Park, Glasgow Toeschouwers: 50.205 Scheidsrechter: Massimo Busacca (SUI) |

|                                                               |           |                     |           |                                                                                 |
| 15 oktober WK-kwalificatie № 735 «onderlinge duels» 19:00 uur | Noorwegen | 0 – 1               | Nederland | Ullevaal Stadion, Oslo Toeschouwers: 23.840 Scheidsrechter: Konrad Plautz (AUT) |
| 15 oktober WK-kwalificatie № 735 «onderlinge duels» 19:00 uur |           | 63' Mark van Bommel |           | Ullevaal Stadion, Oslo Toeschouwers: 23.840 Scheidsrechter: Konrad Plautz (AUT) |

|                                                        |                             |       |           |                                                                                       |
| 19 november Vriendschappelijk № 736 «onderlinge duels» | Oekraïne                    | 1 – 0 | Noorwegen | Dnipro Arena, Dnipropetrovsk Toeschouwers: 16.500 Scheidsrechter: Romāns Lajuks (LVA) |
| 19 november Vriendschappelijk № 736 «onderlinge duels» | Jevhen Seleznjov 26' (pen.) |       |           | Dnipro Arena, Dnipropetrovsk Toeschouwers: 16.500 Scheidsrechter: Romāns Lajuks (LVA) |

### 2009
|                                                                  |           |                         |           |                                                                                |
| 11 februari Vriendschappelijk № 737 «onderlinge duels» 20:30 uur | Duitsland | 0 – 1                   | Noorwegen | LTU Arena, Düsseldorf Toeschouwers: 43.000 Scheidsrechter: Stefan Meßner (AUT) |
| 11 februari Vriendschappelijk № 737 «onderlinge duels» 20:30 uur |           | 63' Christian Grindheim |           | LTU Arena, Düsseldorf Toeschouwers: 43.000 Scheidsrechter: Stefan Meßner (AUT) |

|                                                               |                                          |       |                           |                                                                                            |
| 28 maart Vriendschappelijk № 738 «onderlinge duels» 14:00 uur | Zuid-Afrika                              | 2 – 1 | Noorwegen                 | Royal Bafokeng Stadion, Phokeng Toeschouwers: 25.000 Scheidsrechter: Cecil Fleischer (GHA) |
| 28 maart Vriendschappelijk № 738 «onderlinge duels» 14:00 uur | Bernard Parker 7' Siphiwe Tshabalala 90' |       | 27' Morten Gamst Pedersen | Royal Bafokeng Stadion, Phokeng Toeschouwers: 25.000 Scheidsrechter: Cecil Fleischer (GHA) |

|                                                              |                                                                      |       |                                                |                                                                              |
| 1 april Vriendschappelijk № 739 «onderlinge duels» 18:00 uur | Noorwegen                                                            | 3 – 2 | Finland                                        | Ullevaal Stadion, Oslo Toeschouwers: 15.212 Scheidsrechter: Rob Styles (ENG) |
| 1 april Vriendschappelijk № 739 «onderlinge duels» 18:00 uur | John Arne Riise 56' Jon Inge Høiland 90' Morten Gamst Pedersen 90+2' |       | 39' Jonatan Johansson 90+1' Aleksej Jerjomenko | Ullevaal Stadion, Oslo Toeschouwers: 15.212 Scheidsrechter: Rob Styles (ENG) |

|                                                           |           |       |           |                                                                                     |
| 6 juni WK-kwalificatie № 740 «onderlinge duels» 17:45 uur | Macedonië | 0 – 0 | Noorwegen | Philip II Arena, Skopje Toeschouwers: 9.000 Scheidsrechter: Paolo Tagliavento (ITA) |
| 6 juni WK-kwalificatie № 740 «onderlinge duels» 17:45 uur |           |       |           | Philip II Arena, Skopje Toeschouwers: 9.000 Scheidsrechter: Paolo Tagliavento (ITA) |

|                                                            |                                   |       |           |                                                                              |
| 10 juni WK-kwalificatie № 741 «onderlinge duels» 20:45 uur | Nederland                         | 2 – 0 | Noorwegen | De Kuip, Rotterdam Toeschouwers: 45.600 Scheidsrechter: Yuriy Baskakov (RUS) |
| 10 juni WK-kwalificatie № 741 «onderlinge duels» 20:45 uur | André Ooijer 33' Arjen Robben 51' |       |           | De Kuip, Rotterdam Toeschouwers: 45.600 Scheidsrechter: Yuriy Baskakov (RUS) |

|                                                                |                                                                                            |       |           |                                                                               |
| 12 augustus WK-kwalificatie № 742 «onderlinge duels» 19:00 uur | Noorwegen                                                                                  | 4 – 0 | Schotland | Ullevaal Stadion, Oslo Toeschouwers: 24.493 Scheidsrechter: Alain Hamer (LUX) |
| 12 augustus WK-kwalificatie № 742 «onderlinge duels» 19:00 uur | John Arne Riise 35' Morten Gamst Pedersen 45' Erik Huseklepp 60' Morten Gamst Pedersen 90' |       |           | Ullevaal Stadion, Oslo Toeschouwers: 24.493 Scheidsrechter: Alain Hamer (LUX) |

|                                                                |                      |       |                     |                                                                                       |
| 5 september WK-kwalificatie № 743 «onderlinge duels» 20:45 uur | IJsland              | 1 – 1 | Noorwegen           | Laugardalsvöllur, Reykjavik Toeschouwers: 7.321 Scheidsrechter: Alexandru Tudor (ROM) |
| 5 september WK-kwalificatie № 743 «onderlinge duels» 20:45 uur | Eiður Guðjohnsen 29' |       | 11' John Arne Riise | Laugardalsvöllur, Reykjavik Toeschouwers: 7.321 Scheidsrechter: Alexandru Tudor (ROM) |

|                                                                |                                          |       |                    |                                                                                       |
| 9 september WK-kwalificatie № 744 «onderlinge duels» 20:30 uur | Noorwegen                                | 2 – 1 | Macedonië          | Ullevaal Stadion, Oslo Toeschouwers: 14.766 Scheidsrechter: Bruno Duarte Paixão (POR) |
| 9 september WK-kwalificatie № 744 «onderlinge duels» 20:30 uur | Thorstein Helstad 2' John Arne Riise 25' |       | 79' Boban Grnčarov | Ullevaal Stadion, Oslo Toeschouwers: 14.766 Scheidsrechter: Bruno Duarte Paixão (POR) |

|                                                                 |                   |       |             |                                                                                  |
| 10 oktober Vriendschappelijk № 745 «onderlinge duels» 16:00 uur | Noorwegen         | 1 – 0 | Zuid-Afrika | Ullevaal Stadion, Oslo Toeschouwers: 13.504 Scheidsrechter: William Collum (SCO) |
| 10 oktober Vriendschappelijk № 745 «onderlinge duels» 16:00 uur | Kjetil Wæhler 48' |       |             | Ullevaal Stadion, Oslo Toeschouwers: 13.504 Scheidsrechter: William Collum (SCO) |

|                                                                  |             |                       |           |                                                                                |
| 14 november Vriendschappelijk № 746 «onderlinge duels» 17:45 uur | Zwitserland | 0 – 1                 | Noorwegen | Stade de Genève, Genève Toeschouwers: 16.000 Scheidsrechter: Mark Whitby (WAL) |
| 14 november Vriendschappelijk № 746 «onderlinge duels» 17:45 uur |             | 48' (pen.) John Carew |           | Stade de Genève, Genève Toeschouwers: 16.000 Scheidsrechter: Mark Whitby (WAL) |

NFF · A-internationals · Selecties · Bondscoaches · Noors vrouwenelftal · Olympisch elftal · Noorwegen U21 · Noorwegen U20 · Noorwegen U19 · Noorwegen U18 · Noorwegen U17 · Noorwegen U16 · Vrouwen U17
1908 – 1919 ·
1920 – 1929 ·
1930 – 1939 ·
1940 – 1949 ·
1950 – 1959 ·
1960 – 1969 ·
1970 – 1979 ·
1980 – 1989 ·
1990 – 1999 ·
2000 – 2009 ·
2010 – 2019 ·
2020 − 2029
EK 2000
WK 1938 ·
WK 1994 ·
WK 1998
OS 1912 · 
OS 1920 · 
OS 1936 · 
OS 1952 · 
OS 1984
1908 ·
1909 ·
1910 ·
1911 ·
1912 · 
1913 · 
1914 · 
1915 · 
1916 · 
1917 · 
1918 · 
1919 · 
1920 · 
1921 · 
1922 · 
1923 · 
1924 · 
1925 · 
1926 · 
1927 · 
1928 · 
1929 · 
1930 · 
1931 · 
1932 · 
1933 · 
1934 · 
1935 · 
1936 · 
1937 · 
1938 · 
1939 · 
1940 – 1944 · 
1945 · 
1946 · 
1947 · 
1948 · 
1949 · 
1950 · 
1952 · 
1952 · 
1953 · 
1954 · 
1955 · 
1956 · 
1957 · 
1958 · 
1959 · 
1960 · 
1961 · 
1962 · 
1963 · 
1964 · 
1965 · 
1966 · 
1967 · 
1968 · 
1969 · 
1970 · 
1971 · 
1972 · 
1973 · 
1974 · 
1975 · 
1976 · 
1977 · 
1978 · 
1979 · 
1980 · 
1981 · 
1982 · 
1983 · 
1984 · 
1985 · 
1986 · 
1987 · 
1988 · 
1989 · 
1990 ·
1991 · 
1992 · 
1993 · 
1994 · 
1995 · 
1996 · 
1997 · 
1998 · 
1999 · 
2000 · 
2001 · 
2002 · 
2003 · 
2004 · 
2005 · 
2006 · 
2007 · 
2008 · 
2009 · 
2010 · 
2011 · 
2012 · 
2013 · 
2014 · 
2015 · 
2016 · 
2017 · 
2018 ·
2019 ·
2020 ·
2021 ·
2022 ·
2023 ·
2024
Albanië ·
Argentinië ·
Armenië ·
Australië ·
Azerbeidzjan ·
Bahrein ·
België ·
Bermuda ·
Bosnië en Herzegovina ·
Brazilië ·
Bulgarije ·
China ·
Colombia ·
Costa Rica ·
Cyprus ·
Denemarken ·
DDR ·
Duitsland ·
Egypte ·
Engeland ·
Estland ·
Faeröer ·
Finland ·
Frankrijk ·
Georgië ·
Ghana ·
Gibraltar ·
Grenada ·
Griekenland ·
Guatemala ·
Honduras ·
Hongarije ·
Hongkong ·
Ierland ·
IJsland ·
Israël ·
Italië ·
Jamaica ·
Japan ·
Joegoslavië ·
Jordanië ·
Kameroen ·
Kazachstan ·
Koeweit ·
Kosovo ·
Kroatië ·
Letland ·
Litouwen ·
Luxemburg ·
Malta ·
Marokko ·
Mexico ·
Moldavië ·
Montenegro ·
Nederland ·
Nieuw-Zeeland ·
Nigeria ·
Noord-Ierland ·
Noord-Korea ·
Noord-Macedonië ·
Oekraïne ·
Oman ·
Oostenrijk ·
Panama ·
Paraguay ·
Polen ·
Portugal ·
Qatar ·
Roemenië ·
Rusland ·
Saarland ·
San Marino ·
Saoedi-Arabië ·
Schotland ·
Senegal ·
Servië ·
Servië en Montenegro ·
Singapore ·
Slovenië ·
Slowakije ·
Sovjet-Unie ·
Spanje ·
Thailand ·
Trinidad en Tobago ·
Tsjechië ·
Tsjecho-Slowakije ·
Tunesië ·
Turkije ·
Uruguay ·
Verenigde Arabische Emiraten ·
Verenigde Staten ·
Verenigd Koninkrijk ·
Wales ·
Wit-Rusland ·
Zuid-Afrika ·
Zuid-Korea ·
Zweden ·
Zwitserland
AFC-zone: Afghanistan · Australië · Bahrein · Bangladesh · Bhutan · Brunei · Cambodja · China · Filipijnen · Guam · Hongkong · India · Indonesië · Iran · Irak · Japan · Jemen · Jordanië · Koeweit · Kirgizië · Laos · Libanon · Macau · Maleisië · Maldiven · Mongolië · Myanmar · Nepal · Noord-Korea · Oezbekistan · Oman · Oost-Timor · Pakistan · Palestina · Qatar · Saoedi-Arabië · Singapore · Sri Lanka · Syrië · Tadzjikistan · Taiwan · Thailand · Turkmenistan · Verenigde Arabische Emiraten · Vietnam · Zuid-Korea

CAF-zone: Algerije · Angola · Benin · Botswana · Burkina Faso · Burundi · Centraal-Afrikaanse Republiek · Comoren · Congo-Brazzaville · Congo-Kinshasa · Djibouti · Egypte · Equatoriaal-Guinea · Eritrea · Ethiopië · Gabon · Gambia · Ghana · Guinee · Guinee-Bissau · Ivoorkust · Kaapverdië · Kameroen · Kenia · Lesotho · Liberia · Libië · Madagaskar · Malawi · Mali  ·Mauritanië · Mauritius · Marokko · Mozambique · Namibië · Niger · Nigeria · Oeganda · Rwanda · Sao Tomé en Principe · Senegal · Seychellen · Sierra Leone · Soedan · Somalië · Swaziland · Tanzania · Togo · Tsjaad · Tunesië · Zambia · Zimbabwe · Zuid-Afrika

CONCACAF-zone: Amerikaanse Maagdeneilanden · Anguilla · Antigua en Barbuda · Aruba · Bahama's · Barbados · Belize · Bermuda · Britse Maagdeneilanden · Canada · Kaaimaneilanden · Costa Rica · Cuba · Dominica · Dominicaanse Republiek · El Salvador · Frans Guyana · Grenada · Guadeloupe · Guatemala · Guyana · Haïti · Honduras · Jamaica · Martinique · Mexico · Montserrat · 
Nicaragua · Panama · Puerto Rico · Saint Kitts en Nevis · Saint Lucia · Saint Vincent en de Grenadines · Sint Maarten · Suriname · Trinidad en Tobago · Turks- en Caicoseilanden · Verenigde Staten

CONMEBOL-zone: Argentinië · Bolivia · Brazilië · Chili · Colombia · Ecuador · Paraguay · Peru · Uruguay · Venezuela

OFC-zone: Amerikaans-Samoa · Cookeilanden · Fiji · Nieuw-Caledonië · Nieuw-Zeeland · Papoea-Nieuw-Guinea · Samoa · Salomoneilanden · Tahiti · Tonga · Vanuatu

UEFA-zone: Albanië · Andorra · Armenië · Azerbeidzjan · België · Bosnië en Herzegovina · Bulgarije · Cyprus · Denemarken · Duitsland · Engeland · Estland · Faeröer · Finland · Frankrijk · Georgië · Griekenland · Hongarije · IJsland · Ierland · Israël · Italië · Kazachstan · Kroatië · Letland · Liechtenstein · Litouwen · Luxemburg · Macedonië · Malta · Moldavië · Montenegro · Nederland · Noord-Ierland · Noorwegen · Oekraïne · Oostenrijk · Polen · Portugal · Roemenië · Rusland · San Marino · Schotland · Servië · Servië en Montenegro · Slovenië · Slowakije · Spanje · Tsjechië · Turkije · Wales · Wit-Rusland · Zweden · Zwitserland